# Happy Mistake
Happy Mistake è il terzo album in studio del cantante italiano Raphael Gualazzi, pubblicato il 14 febbraio 2013 dalla Sugar.

## Descrizione
Il disco è stato pubblicato contemporaneamente alla partecipazione dell'artista al Festival di Sanremo 2013, con i brani Sai (ci basta un sogno) (scelto nel nuovo meccanismo di selezione dei brani in gara) e Senza ritegno, presenti nell'album.

## Tracce
1. Don't Call My Name – 3:49
2. L'amie d'un italien (Rainbows) (feat. Camille) – 3:12
3. Sai (ci basta un sogno) – 4:05
4. Senza ritegno – 3:39
5. Baby What's Wrong – 3:39
6. Seventy Days of Love – 4:18
7. Un mare in luce – 3:30
8. Improvvisazione su temi di Amarcord – 4:43
9. Beautiful – 5:06
10. Mambo Soul – 3:26
11. I'm Tired – 3:22
12. Questa o quella per me pari non sono – 5:01
13. Welcome to My Hell (feat. Puppini Sisters) – 3:28

Durata totale: 51:18
International Deluxe Edition
1. Baby What's Wrong
2. Don't Call My Name
3. Un mare in luce
4. L'amie d'un italien (Rainbows) (feat. Camille)
5. Senza ritegno
6. Questa o quella per me pari "non" sono
7. Seventy Days of Love
8. I'm Tired
9. Sai (ci basta un sogno)
10. Welcome to My Hell (feat. The Puppini Sister)
11. Mambo Soul
12. Improvvisazione sui temi di Amarcord
13. Il mare (La mer) (Edit Version)
14. Legba
15. Svalutation
16. Beautiful
17. Liberi o no (Bonus Track) (feat. The Bloody Beetroots)
18. Tanto ci sei (Bonus Track) (feat. The Bloody Beetroots)

## Classifiche

### Posizioni massime
| Classifica (2013) | Posizione massima |
| ----------------- | ----------------- |
| Italia            | 5                 |

## Formazione
- Raphael Gualazzi – voce
- Ludovic Bruni – basso (traccia 13), chitarra (tracce 13-15)
- Vincent Taeger – batteria (tracce 13-15)
- Vincent Taurelle – tastiere (tracce 13-15)
- Fabrizio Bosso – tromba (tracce 1-3, 5, 7, 11)
- Michele Polga - sax (tracce 1-3, 5, 7, 11)
- Massimo Morganti - trombone (tracce 1-3, 5, 7, 11)